# MSN Games
MSN Games (также известный как Zone.com, The Village, Internet Gaming Zone, MSN Gaming Zone) — веб-сайт казуальных игр, позволявший скачивать и запускать компьютерные игры. В каталоге сайта доступны игры с различной формой оплаты — игры с бесплатной онлайн-составляющей, ознакомительные версии и игры с подпиской.
MSN Games является частью Xbox Game Studios, связанной с порталом MSN, и принадлежит компании Microsoft.

## История
Первая версия сайта под названием «The Village» («Деревня») была создана Кевином Бинкли, Тедом Григгсом и Хун Имом. В 1996 году быстро растущий стартап был приобретён Microsoft и переименован в «Internet Gaming Zone». В начале сайт предлагал возможность игры в простые карточные и настольные игры, такие как червы, шашки и бридж. В течение последующих пяти лет Internet Gaming Zone испытал бурный рост, став поддерживать популярные компьютерные игры, например MechWarrior 3, Tom Clancy’s Rainbow Six, UltraCorps, Age of Empires, Asheron's Call и Fighter Ace. Многие компании, заметив рост популярности Интернета и социального общения игроков, стали встраивать поддержку MSN Gaming Zone в свои продукты, предоставляя возможность искать и создавать сервера многопользовательской игры, общаться в чатах платформы.
Через сервис MSN Gaming Zone в 1999 году была сыграна шахматная партия «Каспаров против мира», собравшая благодаря возможностям сервиса свыше 50000 человек со всего мира для игры.
В 2006 году MSN Games анонсировала закрытие программы Member Plus и отключение сервисов, поддерживающих работу игр сторонних компаний, включая поддержку CD-ROM игр, чатов, клиента ZoneFriends. Планировалось, что весь функционал, использовавшийся для общения игроков, будет перенесён в Windows Live Messenger, однако перенос был осуществлен со значительным ограничением старого функционала — отсутствовали общие лобби игроков, возможность устраивать чемпионаты, не было аналога добровольной программы Member Plus по модерированию контента. Сервис стал терять пользователей, которые были недовольны изменениями. 19 июня 2006 года старые сервисы были отключены. Часть игр переключилась на собственные или альтернативные механизмы создания многопользовательских игр и подбора игроков, однако часть (например, Flight Simulator 98 или Star Wars: Galactic Battlegrounds) не получила никаких альтернатив.